# Каяли (дем Долна Джумая)
Вижте пояснителната страница за други значения на Каяли.
Каяли (на гръцки: Λιθότοπος, Литотопос, до 1927 година Καγιαλή, Каяли) е село в Гърция, Егейска Македония, в дем Долна Джумая (Ираклия), област Централна Македония с 698 жители (2001).

## География
Селото е разположено в Сярското поле северозападно от град Сяр (Серес) и югозападно от демовия център Долна Джумая (Ираклия), на южния бряг на Бутковското езеро (Керкини).

## История

### В Османската империя
През XIX век Каяли е малко село, числящо се към Сярската кааза на Отоманската империя.
В 1891 година Георги Стрезов пише за селото:
| „ | Кайли, разположено в полите на Круша, близу до източния бряг на Бутковското езеро. Намира се на ЮЗ от Джумая 3 1/2 часа. 120 турски къщи и 10 цигански. | “ |

Според статистиката на Васил Кънчов („Македония. Етнография и статистика“) от 1900 година Канли брои 420 жители, от които 300 турци и 120 цигани.

### В Гърция
Каяли е освободено от османска власт през октомври 1912 година по време на Балканската война от части на Седма рилска дивизия. Селото попада в пределите на Гърция след Междусъюзническата война в 1913 година.
Мюсюлманското му население се изселва и на негово място са заселени гърци бежанци. Според преброяването от 1928 година селото е чисто бежанско.